# Halacritus beneteaui
Halacritus beneteaui är en skalbaggsart som beskrevs av Yves Gomy 1978. Halacritus beneteaui ingår i släktet Halacritus och familjen stumpbaggar. Inga underarter finns listade i Catalogue of Life.